# Aringo (Sigüés)
Aringo war ein spanischer Ort in den Pyrenäen in der Provinz Saragossa der Autonomen Gemeinschaft Aragonien. Er gehörte zu Tiermas und lag damit auf dem heutigen Gemeindegebiet von Sigüés. 1950 hatte der Ort 57 Einwohner. Wegen des Baus der Yesa-Talsperre wurde der Ort etwa 1960 aufgegeben; er ist heute überflutet.